# NGC 3879
NGC 3879 је спирална галаксија у сазвежђу Змај која се налази на NGC листи објеката дубоког неба.
Деклинација објекта је + 69° 23' 0" а ректасцензија 11h 46m 49,6s. Привидна величина (магнитуда) објекта NGC 3879 износи 13,0 а фотографска магнитуда 13,6. Налази се на удаљености од 27,200 милиона парсека од Сунца. NGC 3879 је још познат и под ознакама UGC 6752, MCG 12-11-40, CGCG 334-51, IRAS 11441+6939, PGC 36743.